# The Gap Band

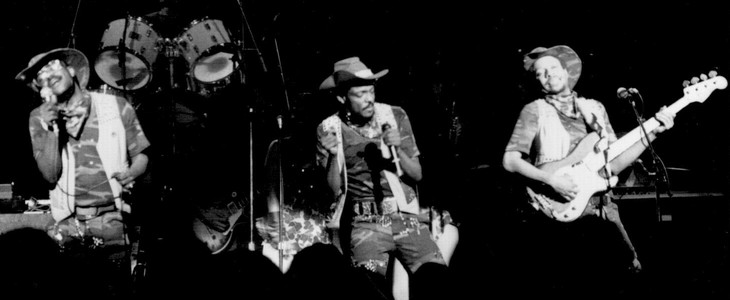
The Gap Band in 1983

The Gap Band is een Amerikaans funktrio uit Tulsa, Oklahoma. Hun grootste populariteit hadden ze begin jaren tachtig. Ze zijn vooral bekend van de hit Oops upside your head (I don't believe you wanna get up and dance).

## Biografie
The Gap Band wordt in 1967 opgericht door Ronnie Wilson. De band bestaat uit de broers en domineeskinderen Ronnie, Robert en Charlie Wilson. Zij zijn neven van funkzanger en -bassist Bootsy Collins. In de beginjaren zijn ze achtergrondzangers bij diverse r&b-zangers. Aanvankelijk treden ze op als The Greenwood Archer Pine Street Band, vernoemd naar Greenwood Avenue, Archer Street en Pine Street, drie straten in hun geboortestad Tulsa. Later wordt deze naam ingekort tot The G.A.P. Band en The Gap Band. Nadat ze ontdekt worden door Leon Russell mogen ze in 1973 hun eerste album opnemen.
In 1977 wordt The Gap Band aan de kant gezet door hun platenmaatschappij. Op advies van zakenman Lonnie Simmons wordt de groep, die inmiddels uit veertien leden bestond, weer verkleind tot het originele trio. In deze samenstelling weten ze in 1979 door te breken met de single Shake, die de vierde plaats haalt in de r&b-hitparade van Billboard. In 1980 komen ze met I don't believe you wanna get up and dance (Oops upside your head) in de Nederlandse Top 40 en behalen de zevende plaats. Op dat moment hebben ze nog geen hit gehad in de Billboard Hot 100. Dat lukt voor het eerst in 1981 met Burn rubber (Why you wanna hurt me), wat in Nederland de laatste hit voor het trio is. In de top 40 komt het tot plaats 23. Hoewel het in de Billboard Hot 100 bij kleine hitjes blijft, scoren ze in de speciale r&b-lijst vier #1-hits. Naast Burn rubber (Why you wanna hurt me) zijn dat Early in the morning, Outstanding en All of my love.
Na 1983 neemt het succes van The Gap Band langzaam af. Alleen Charlie Wilson blijft succes houden. Eerst op de achtergrond als zanger bij the Eurythmics, maar later ook met soloplaten. In 2005 stond hij in de Billbord Hot 100 met Charlie, last name Wilson, maar daarvoor had hij ook al zijn medewerking verleend op platen van andere artiesten. Het bekendst is zijn samenwerking met Snoop Dogg, die eerder de Gap Band-hit I don't believe you wanna get up and dance (Oops upside your head) bewerkte tot Snoop's upside ya head. Zo is Charlie Wilson te horen op Beautiful en Signs. Op Beautiful wordt hij Uncle Charlie Wilson genoemd.
Wilsons stem wordt geroemd als inspiratie voor de vocale sound van New Jack Swing-artiesten als Guy, Aaron Hall, Keith Sweat, en R. Kelly. De band gaf in 1996 een reünieconcert en bracht nog een live greatest hits album uit: The Gap Band: Live and Well.
In 2001 wordt het nummer You are my high bewerkt door de Franse producer Demon samen met een sample uit het nummer I Don't Believe You Want to Get Up and Dance (Oops!). Dit wordt een hit.
Op 26 augustus 2005, werd The Gap Band geëerd als BMI-icoon bij de 57ste jaarlijkse BMI Urban Awards. De waardering ging uit naar artiesten die een unieke invloed hebben uitgeoefend op generaties van musici. Het nummer 'Outstanding' alleen al blijft een van de meest gesamplede liederen in de geschiedenis en is door meer dan 150 artiesten gebruikt.
Robert Wilson overleed op 15 augustus 2010 thuis, in Palmdale in Californië, aan een hartaanval. Ronnie Wilson overleed op 2 november 2021 in Tulsa, hij werd 73 jaar.

## Bezetting
- Charlie Wilson
- Ronnie Wilson
- Robert Wilson

## Discografie

### Albums
| Album met eventuele hitnotering(en) in de Nederlandse Album Top 100 | Datum van verschijnen | Datum van binnenkomst | Hoogste positie | Aantal weken | Opmerkingen |
| ------------------------------------------------------------------- | --------------------- | --------------------- | --------------- | ------------ | ----------- |
| Gap Band II                                                         |                       | 4-10-1980             | 19              | 6            |             |

### Singles
1. Backbone 1974
2. I Like It 1974
3. Hard Time/This Place Called Heaven 1976
4. Out Of The Blue (Can You Feel It 1977
5. Little Bit Of Love 1977
6. Open Your Mind (Wide) 1979
7. Party Lights 1979
8. Shake 1979
9. Steppin' Out 1979
10. Oops Upside Your Head 1979
11. Burn Rubber (Why You wanna Hurt Me Girl) 1980
12. Humpin' 1980
13. Yearning For Your Love 1980
14. You Dropped A Bomb On Me 1982
15. Seasons No Reason To Change 1982
16. Stay With Me 1982
17. Outstanding 1982
18. Early In The Morning 1982
19. Party Train 1983
20. I'm Ready (Iff You're Ready) 1983
21. Jam The Motha' 1983
22. Jammin' In America 1983
23. You're My Everything 1983
24. Not Guilty 1983
25. Silly Grin 1983
26. Beep A Freak 1984
27. Disrespect 1984
28. The Sun Don't Shine Everyday 1984
29. I Found My Baby 1984
30. Video Junkie 1984
31. This Christmas 1984
32. The Christmans Song 1984
33. Joy To The World 1985
34. Automatic Brain 1985
35. Bumbin' Gun People 1985
36. Disire 1985
37. I Want A Real Love 1985
38. Going In Circles 1985
39. Love Triangle 1985
40. Big Fun 1986
41. Get Loose, Get Funky (Get The Money) 1986
42. I'll Always Love You 1986
43. I Owe It To Myself 1986
44. Sweeter Than Candy/Penitentiary III 1987
45. I'm Gonna Git You Sucka 1988
46. You're So Cute 1988
47. Straight From The Heart 1988
48. All Of My Life 1989
49. Addicted To Your Love 1989
50. Confess Your Love 1994
51. Come Into My Love Life 1994
52. First Lover 1995
53. Got It Goin' On 1995
54. Closin' The G.A.P. 1995
55. Funkin' Till 2000 Comz 1999

| Single met eventuele hitnotering(en) in de Nederlandse Top 40 | Datum van verschijnen | Datum van binnenkomst | Hoogste positie | Aantal weken | Opmerkingen |
| ------------------------------------------------------------- | --------------------- | --------------------- | --------------- | ------------ | ----------- |
| Oops upside your head                                         |                       | 20-9-1980             | 7               | 9            |             |
| Burn rubber (Why you wanna hurt me)                           |                       | 18-4-1981             | 23              | 5            |             |

| Single met hitnotering(en) in de Vlaamse Ultratop 50 | Datum van verschijnen | Datum van binnenkomst | Hoogste positie | Aantal weken | Opmerkingen      |
| ---------------------------------------------------- | --------------------- | --------------------- | --------------- | ------------ | ---------------- |
| Oops upside your head                                |                       | 1980                  | 12              |              | in de BRT Top 30 |